# Francis Tattegrain
Pour les articles homonymes, voir Tattegrain.
Francis Tattegrain, né à Péronne le 11 octobre 1852 et mort à Arras le 1er janvier 1915, est un peintre français de l'école naturaliste.

## Biographie

### Famille et formation

#### Une famille de notables picards
Francis Tattegrain est le troisième fils de Charles-Louis Tattegrain (1806-1879), président du Tribunal d'Amiens, et de Thérèse Marie Voillemier (1819-1881). Issu d’une longue lignée de magistrats et d’une des plus anciennes familles de Péronne, leur bisaïeul était mayeur de Péronne en 1781. Le jeune Francis ne reçoit l’approbation paternelle pour s’adonner à la peinture que contre la promesse d’entamer des études de droit. Il obtient donc brillamment son doctorat en droit pour ensuite ne plus se consacrer qu’à la peinture.
Son frère, Georges Tattegrain, était sculpteur.

#### Séjours à Berck

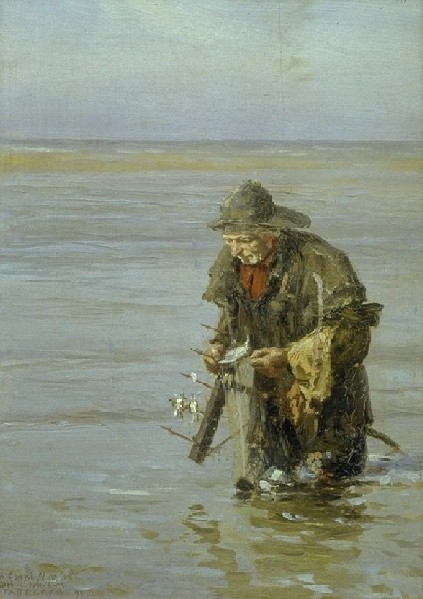
Pêcheur à la foëne dans la baie d'Authie, 1890, musée de berck sur mer, a berck.

Francis Tattegrain découvre Berck en compagnie de ses parents dès 1865. Son père, fait construire un chalet au 28, rue de l'Entonnoir à Berck. Le lieu de vacances du jeune Francis deviendra le cadre principal de son œuvre picturale. La venue à Berck de Ludovic-Napoléon Lepic, est un facteur déterminant : « ce qui m'a décidé à m'adonner complètement à la peinture, ce fut, en 1876, ma rencontre à Berck avec le comte Lepic qui travaillait sur la plage en plein vent…[réf. nécessaire] ». Durant l'hiver, il réside à Senlis, dans la maison de son grand-père maternel, le docteur Jean-Baptiste Voillemier (1787-1865), qui est un proche parent du sculpteur Edmé Bouchardon Ce grand-père est également le premier président du Comité Archéologique de la ville depuis sa fondation en 1863.
Le 2 septembre 1882, Francis Tattegrain épouse Eugénie Joséphine Anne Deleviéleuse Doudemont (†1941). En 1883, naît son premier enfant Robert, qui sera suivi par Thérèse en 1886 et Jeanne en 1890.
Son territoire de prédilection est la baie d'Authie où il acquiert 100 hectares de dunes et bâtit un atelier lui permettant de réaliser les grands formats en éclairage naturel. Il travaille également sur l'ensemble du littoral de la côte d'Opale, à Audresselles et jusque vers Wissant où il rejoint fréquemment ses amis : Virginie Demont-Breton et son mari Adrien Demont.
Francis Tattegrain résidait au no 12 boulevard de Clichy à Paris.

#### Décès

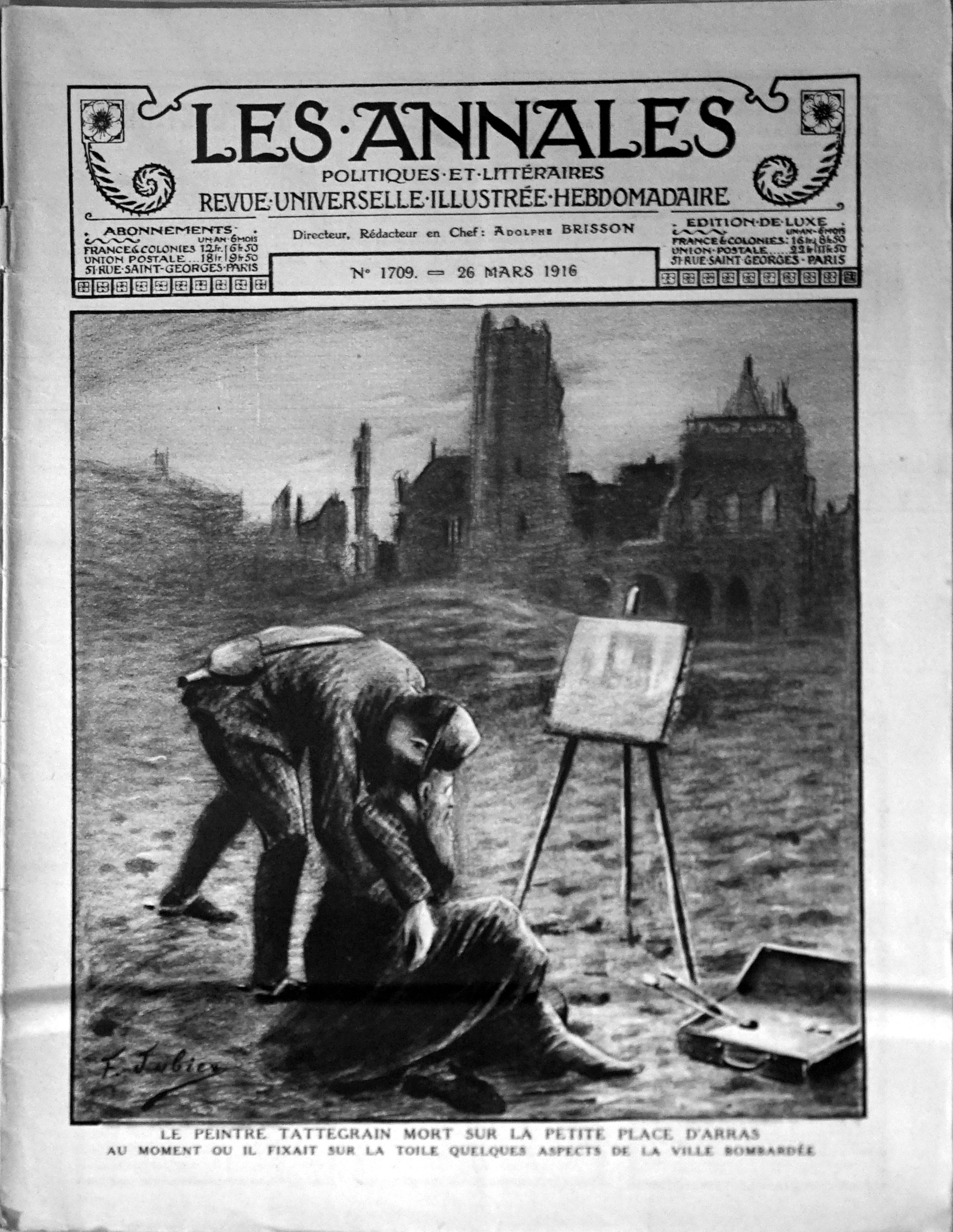
La mort du peintre par Jubier.

Francis Tattegrain meurt dans le Pas-de-Calais durant la Première Guerre mondiale. C’est le général Boichut, qui, dans ses Mémoires, nous éclaire sur cette mort : « Le 1er janvier 1915, la palette à la main, l’illustre peintre Francis Tattegrain mourait à 63 ans, au champ d’honneur, alors qu’il reconstituait, sous les obus, l’esquisse du beffroi d’Arras. »

### Formation artistique et premières expositions au Salon
Sur l'incitation de Ludovic-Napoléon Lepic et encouragé par son frère, le sculpteur Georges Tattegrain, il poursuit sa formation artistique à Paris en même temps que son doctorat de droit. Il entre à l'Académie Julian en 1877 où il suit l'enseignement de Jules Lefebvre et Gustave Boulanger. En 1879, deux de ses toiles sont admises au Salon des artistes français où il sera présent, sans interruption, jusqu'en 1914.

### Carrière artistique

#### Un peintre de marines
Mention honorable au Salon de 1881 pour La Femme aux épaves, il obtient la médaille de deuxième classe en 1883 pour Les Deuillants à Étaples, ce qui le met dès lors hors-concours.
Tattegrain est avant tout un maître du naturalisme dans le domaine marin. Ses compositions sont souvent d’un réalisme hardi, mais toujours harmonieuses. Sa peinture franche, son coloris juste, soulignent ces drames d’ordinaire mis en scène dans de grandes compositions.
En 1888, il offre au musée Alfred-Danicourt et à ses concitoyens péronnais un exceptionnel Débris du Trois-Mâts Majestas. Sa virtuosité dans le traitement des sujets dramatiques, tragiques voire sinistres, traités avec une simplicité qui n’exclut pas l’émotion, ne doit pas pour autant faire oublier la profusion des sujets traitant de la vie quotidienne des pêcheurs de Berck. Le grand tableau représentant un couple de naufrageurs au Cran aux œufs (près d'Audresselles) et intitulé avec humour Sauveteurs d'épaves, daté de 1912, a longtemps décoré la salle des ventes de Boulogne-sur-Mer.

#### Un peintre d'histoire
Francis Tattegrain se voit attribuer pour Saint Quentin pris d'assaut la médaille d'honneur au Salon de 1899. Elle marque la faveur dont est l'objet l'un des peintres les plus honorés de la Troisième République qui, depuis près de vingt ans, bénéficie de nombreuses commandes publiques. Édouard Herriot dira de lui qu'il a « le crayon d’Ingres, la palette de Delacroix »[réf. nécessaire].
Son talent lui vaut de nombreuses commandes, comme celle de L'Entrée de Louis XI à Paris pour l'hôtel de ville de Paris en 1892, et plus tard, de La Cérémonie des récompenses. Exposition universelle de 1900 en 1904.
Il fut peintre d’histoire, aquafortiste, portraitiste pendant une brève période vers la fin des années 1870 et début des années 1880.
En 1894, il est invité par Léon Coutil, un passionné d'histoire, aux Andelys, et c'est au cours de ce séjour qu'il réalise son tableau Les Bouches inutiles qu'il présente au Salon des artistes français de 1896 et à l'Exposition universelle de 1900. Il en fera au moins huit études. Il s'agit de la représentation du siège de Château-Gaillard en 1204 par les troupes de Philippe-Auguste, roi de France.

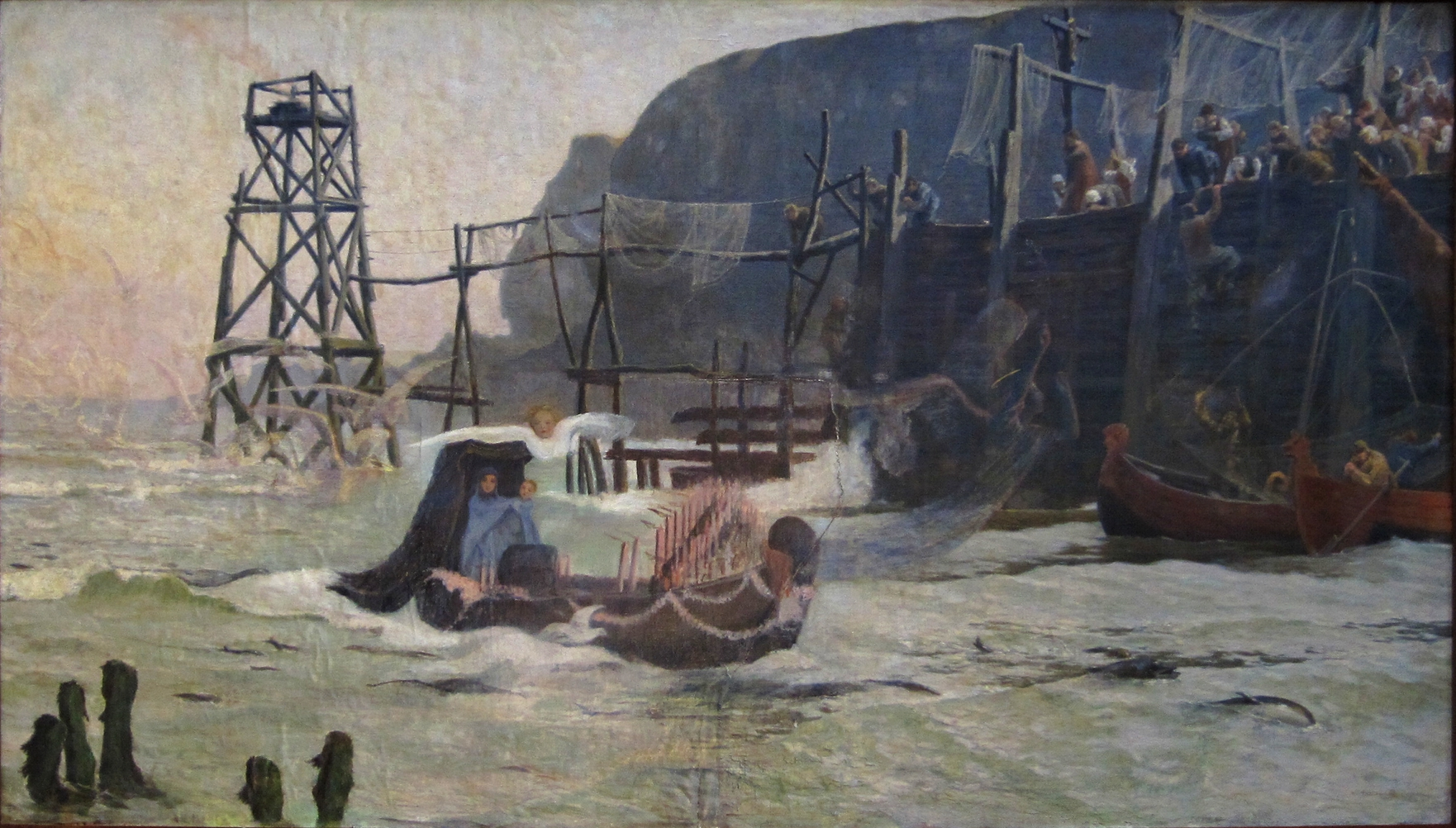
La Vierge miraculeuse de Boulogne, cathédrale Notre-Dame de Boulogne-sur-Mer.
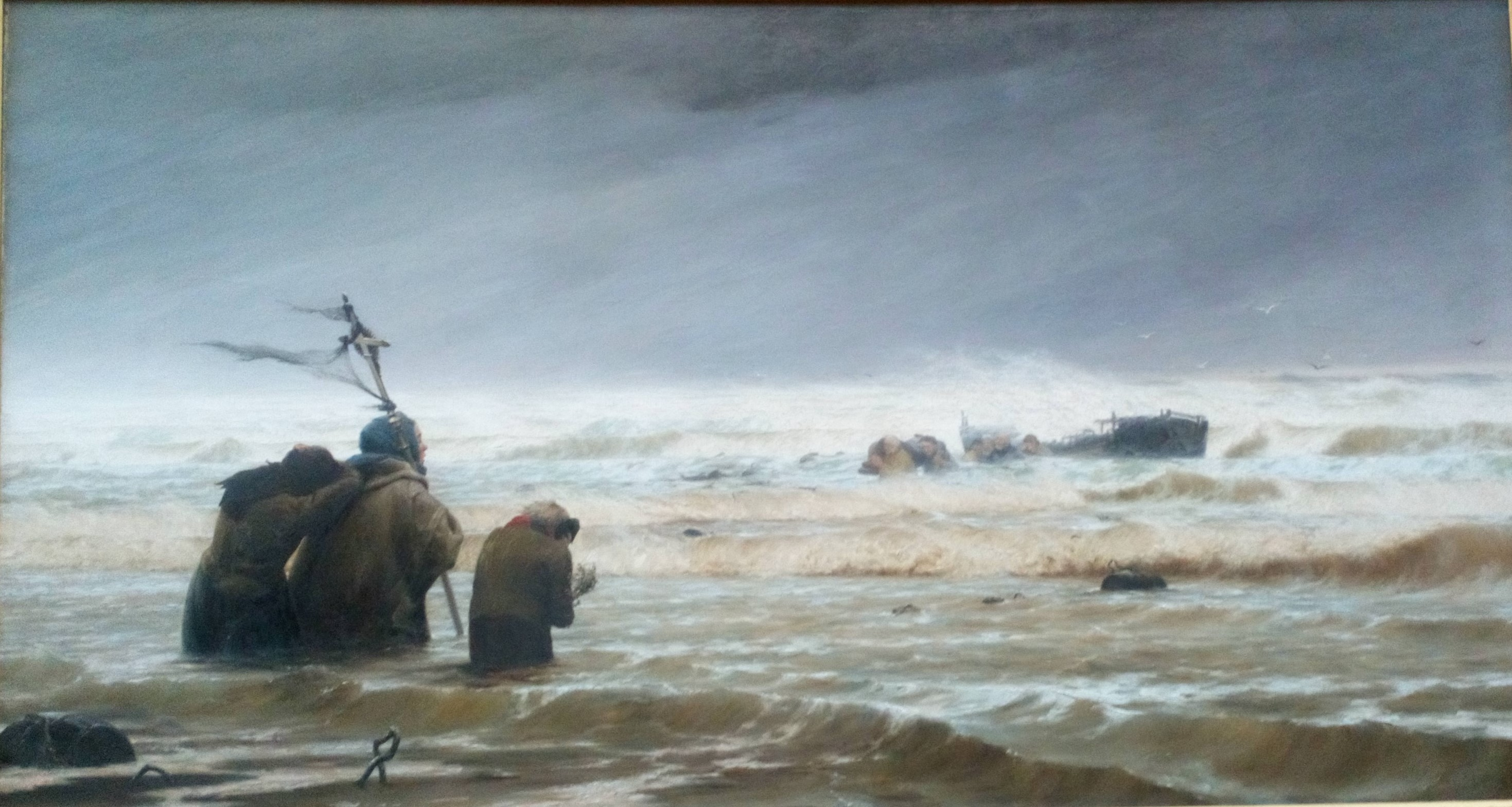
Les Deuillants à Étaples (1883).
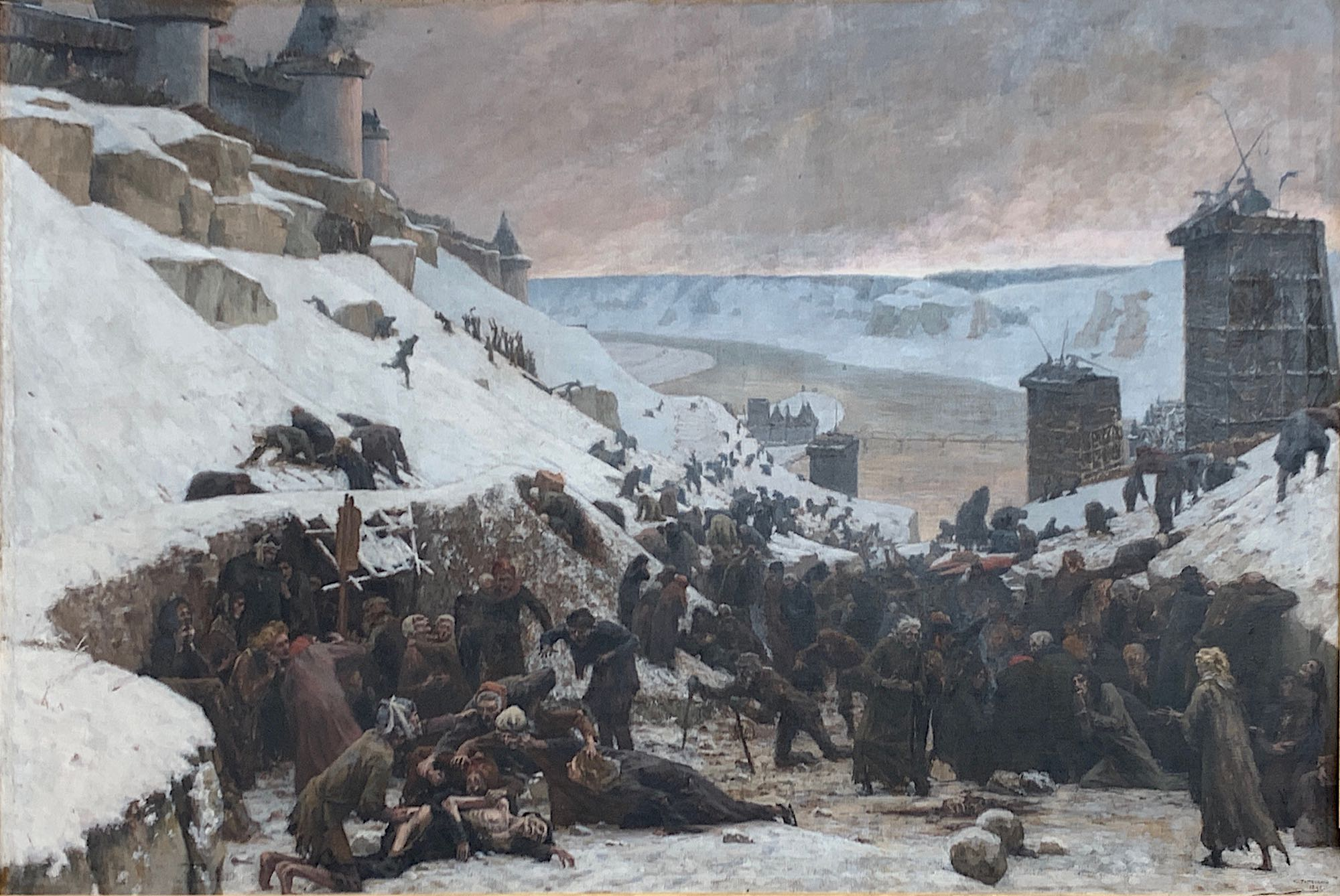
Francis Tattegrain, Les bouches inutiles, 1886.

#### Un artiste reconnu
En 1882, il est sociétaire de la Société des artistes français. Il est nommé Rosati d'honneur en 1899.
En 1910, c'est lui qui conseille à la veuve d'Eugène Thirion de faire don du tableau Persée vainqueur de Méduse au musée d'art et d'archéologie de Senlis.

## Postérité

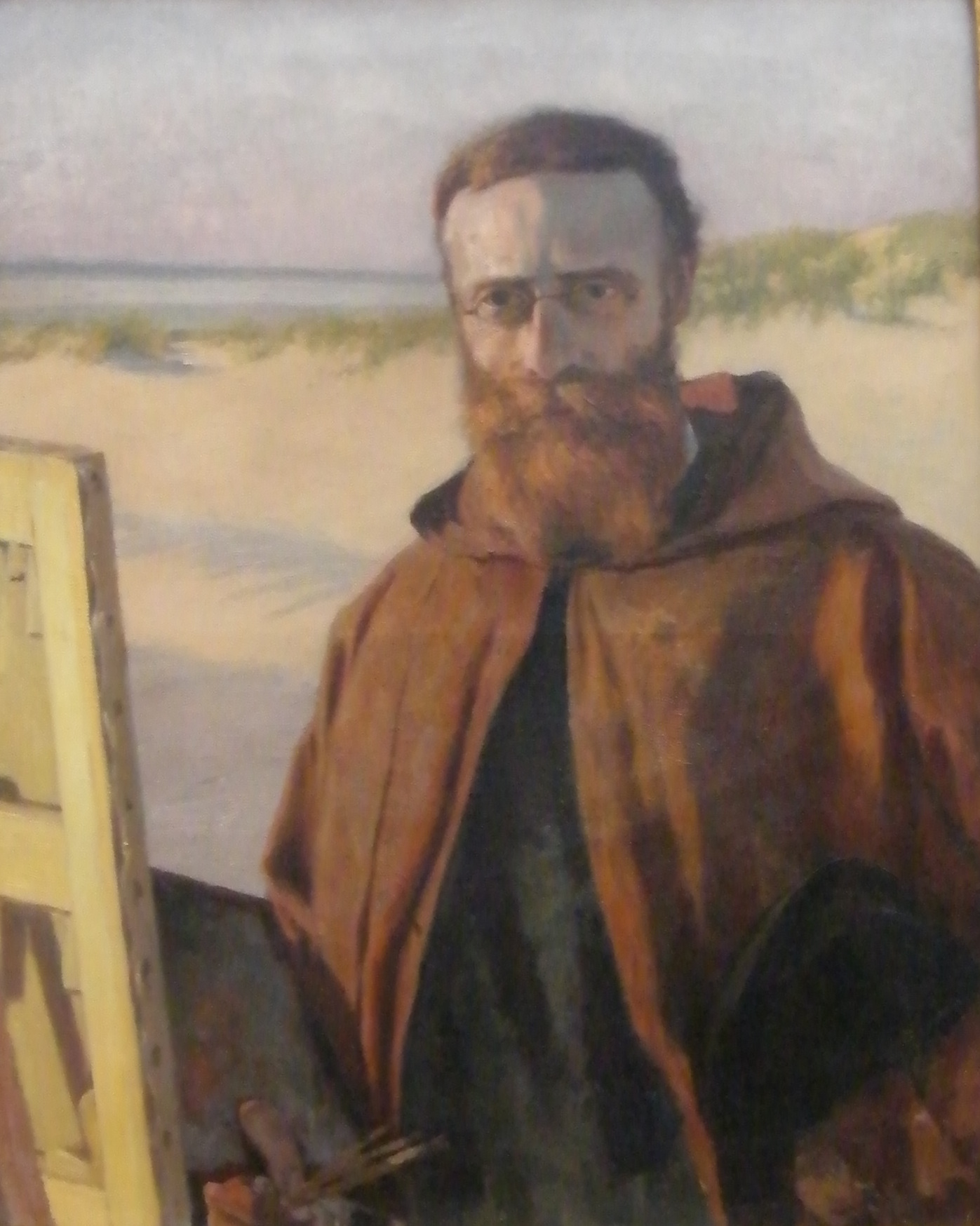
Autoportrait.

Beaucoup de ses tableaux ont été édités en cartes postales.
Son petit-neveu, André Tattegrain (1906-1966), dit André Tattegrain de Logavesne, crée en hommage à son grand-père Georges Tattegrain et du frère de celui-ci, Francis Tattegrain, un musée Tattegrain au no 74 de la rue de la Faisanderie dans le 16e arrondissement de Paris, qui ferme en 1966, au décès de son fondateur.
Le musée de France d'Opale Sud à Berck a organisé une exposition des œuvres du peintre en 2007 à la suite du legs au musée par la famille Tattegrain de plus de cent tableaux et de plusieurs centaines de dessins. Marguerite Tattegrain (1913-2008), a légué 650 dessins, gravures, peintures, des photographies et une partie de la correspondance de son grand-père à ce même musée, qui en a fait une exposition en septembre 2011.

## Œuvres dans les collections publiques

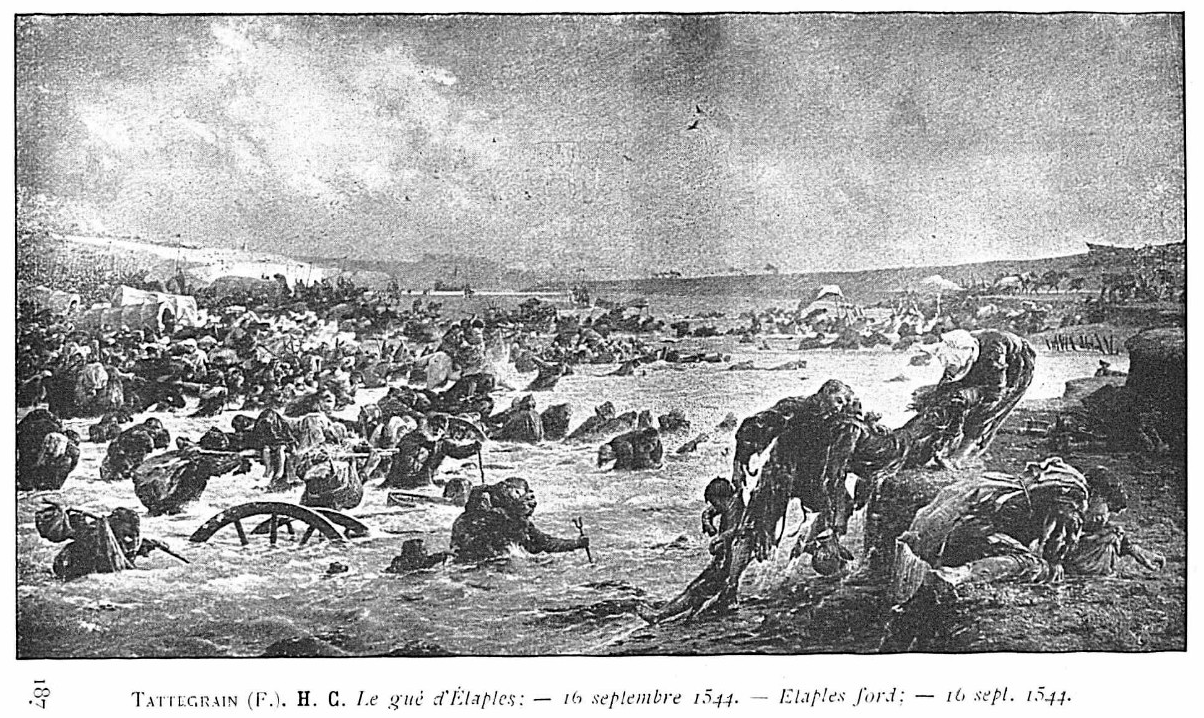
Le gué d'Étaples.

- Abbeville, musée Boucher-de-Perthes : 
  - Les Filets volés ;
  - Saison du hareng[5];
- Amiens, musée de Picardie : 
  - Les Deuillants à Étaples ;
  - Pécheur à la fouëne dans la baie d'Authie ;
- Les Andelys, hôtel de ville : Les Bouches Inutiles [6], dépôt du musée des beaux-arts de Nantes.
- Arras, Centre hospitalier : Le Marché[7].
- Berck, musée de France d'Opale Sud : plus de cent tableaux et plusieurs centaines de dessins provenant du legs de la famille Tattegrain, dont 123 esquisses de La Soumission des Casselois et Autoportrait sur la plage de Berck.
- Boulogne-sur-Mer, château-musée :
  - La Femme aux épaves.
  - Le Gué d'Étaples, 1903, huile sur toile, 340 × 500 cm.
- Caen, musée des beaux-arts : Grande marée d'octobre (œuvre détruite).
- Cassel, musée de Flandre : Les Casselois dans le marais de Saint-Omer se rendant à la merci du duc Philippe le Bon[8].
- Dieppe, château : Marine.
- Dijon, musée des beaux-arts : Les Dunes.
- Étaples, musée Quentovic : Pêche aux harengs[9].
- Lille, palais des beaux-arts : Têtes d'homme ; Étude de têtes ; Tête de jeune homme.
- Le Mans, musée de Tessé : Ohé là-bas !.
- Nantes, musée des beaux-arts : Deux têtes d'enfant superposées ; étude pour Les Bouches Inutiles ; Tête de femme ; Nombreux personnages ; Les Bouches Inutiles (en dépôt à la mairie des Andelys en 1961) ; Tête de femme ; Tête en raccourci.
- Paris : 
  - Hôtel de ville : L'Entrée de Louis XI à Paris.
  - Département des Arts graphiques du musée du Louvre: Reddition des Casselois devant Philippe le Bon.
  - Musée d'Orsay : Jeune Garçon en vareuse à mi-corps.
- Péronne, musée Alfred-Danicourt : Les Débris du trois mâts Majestas (offert par l'artiste en 1888, détruit pendant la Guerre 1914-1918, celui présenté est une seconde version sans la dédicace) ; Débarquement de vérotiers dans la Baie d'Authie.
- Rueil-Malmaison, château de Malmaison et château de Bois-Préau : Jacques-Antoine Bouville.
- Senlis, musée d'art et d'archéologie : Vue aérienne de la place du Parvis Notre-Dame à Senlis (acquis avec une photographie ancienne montrant le site représenté par l'artiste) ; La rue Saint-Yves à l'Argent à Senlis ; Retour de la pêche à Berck ; Place Notre-Dame à Senlis; Le Chevet de la Cathédrale de Senlis.
- Le Touquet-Paris-Plage, musée, Le Gué d'Étaples, 1901, esquisse, huile sur toile, 55 × 33 cm.
- Valenciennes, musée des beaux-arts : Nos Hommes sont perdus ; Retour de la pêche à Berck, dessin.
- Vernon, musée Alphonse Georges Poulain : deux études pour Les Bouches Inutiles.
- Versailles, château, galeries historiques : Distribution des récompenses de l'Exposition universelle de 1900.

## Estampes
- L'Exode, gravé par Charles Deblois en 1910[10].
- Saint-Quentin pris d'assaut ou L'Exode, 1902, gravé par Charles Deblois[11].
- Jacques-Antoine Bouville dit : Grand-père prince de Joinville, estampe, châteaux de Malmaison et Bois-Préau[12].

## Illustrations
- Pêcheur à la foëne dans la baie d'Authie, illustration pour la revue L'Univers illustré de 1890.
- Les Baleiniers, collection « Alexandre Dumas Illustré », tome 53, Journal du Dr Félix Mynard, illustrations de Tattegrain, Charles-François Daubigny, Gustave Doré, Alphonse de Neuville, éditions A. Le Vasseur, Paris, no 33 rue de Fleurus, 1907[13].
- Edmond Rostand et Eugène Alexis, Chantecler, illustrations de Tattegrain, Devambez, Guillonet, Georges Scott et Orazi. Paris, Lafitte, 1910, In-4°, 267 p.

## Œuvres exposées auSalon des artistes français
- 1879 : Retour de la pêche à Berck.
- 1881 : La Femme aux épaves, mention honorable.
- 1882 : Débarquement de harengs.
- 1883 : Les Deuillants à Étaples, médaille de 2e classe.
- 1887 : Les Casselois, dans les marais de Saint-Omer, se rendant à merci au duc Philippe le Bon (4 janvier 1430).
- 1889 : Louis XIV visitant le champ de bataille de Dunes.
- 1892 : Entrée de Louis XI à Paris (dessin) ; Étude pour l'entrée de Louis XI à Paris, portrait de Robert Tattegrain, huile sur toile.
- 1894 : Jeune Garçon en vareuse à mi-corps ; Débarquement de vérotiers dans la baie d'Authie.
- 1896 : Les Bouches inutiles.
- 1899 : Saint-Quentin pris d'assaut, médaille d'honneur.
- 1905 : Les Filets volés, saison du hareng.
- 1906 : Désemparé.
- 1907 : Mouillage de détresse, falaise du Cran aux œufs.
- 1909 : Attendant marée basse.
- 1910 : Soir de naufrage.
- 1911 : Batterie de côte engagée, dernière période du Blocus continental.
- 1912 : Sauveteur d'épaves.
- 1913 : Sur la côte à noyés ; L'Orémus.
- 1914 : Marie la Boulonnaise.

## Élèves
- Jan Lavezzari (1876-1947)

## Expositions
- Exposition universelle de 1900 à Paris : Les Bouches inutiles, médaille d'or.
- 1990, Beauvais : « D'Oudry à Le Sidaner : ils ont aimé l'Oise ».
- 2001-2002, musée des beaux-arts de Dunkerque : « Des plaines à l'usine, image du travail dans la peinture française », Francis Tattegrain avec Retour de la pêche à Berck, du 21 octobre 2001 au 27 janvier 2002.
- 2007, musée de France d'Opale Sud à Berck, Pas-de-Calais : exposition rétrospective présentant 181 œuvres et études accompagnée d'un catalogue de Claire Montaigne.
- 2011, « Peintres et sculpteurs de la Haute Somme au XIXe siècle », du 5 au 18 septembre 2011 à l'hôtel de ville de Péronne, au musée Alfred-Danicourt.
- 2011, « Exposition Francis Tattegrain » en septembre au musée de France d'Opale Sud à Berck.

### Iconographie
- Pierre Petit, Portrait photographique de Francis Tattegrain[14], Album Mariani, Paris, musée d'Orsay.
- Henri Manuel, Le Peintre Francis Tattegrain dans son atelier, 1900, photographie, Paris, musée d'Orsay.

## Hommages et distinctions
- Mention honorable au Salon en 1881 pour La Femme aux épaves ;
- Médaille de deuxième classe au Salon en 1883 pour Les Deuillants à Étaples ;
- Officier de la Légion d'honneur. Nommé chevalier de la Légion d'honneur en 1889, puis promu officier en 1914[15];
- Médaille d'honneur au Salon de 1899 pourSaint Quentin pris d'assaut ;

Un certain nombre de villes ont donné son nom à une voie publique :
- Amiens (quartier Saint-Acheul), rue Francis Tattegrain ;
- Berck, avenue Francis Tattegrain ;
- Boulogne-sur-Mer, square Francis Tattegrain ;
- Paris (16e), la place Tattegrain, porte le nom des deux frères ;
- Péronne, rue Tattegrain.